# 543-й корпусной артиллерийский полк
543-й корпусной артиллерийский полк — воинская часть в вооружённых силах СССР во время Великой Отечественной войны.

## История
Сформирован в апреле 1941 года в составе 31-го стрелкового корпуса путём выделения части личного состава и техники из 207-го корпусного артиллерийского полка. Существуют и сведения о том, что на 1939 год полк уже существовал, находился в составе 53-го стрелкового корпуса в Сибирском военном округе.
В составе действующей армии с 22.06.1941 по 28.10.1941 года.
Являлся корпусным полком 31-го стрелкового корпуса. В составе корпуса встретил войну, но затем был выведен в резерв Юго-Западного фронта, где пробыл недолго и в июле 1941 передан в подчинение 5-й армии. Повторил боевой путь 31-го стрелкового корпуса.
Уничтожен в окружении в двадцатых числах сентября 1941 года.
Расформирован 28.10.1941 года.

## Подчинение
| Дата            | Фронт (округ)      | Армия     | Корпус (группа)        | Примечания |
| --------------- | ------------------ | --------- | ---------------------- | ---------- |
| 22.06.1941 года | Юго-Западный фронт | 5-я армия | 31-й стрелковый корпус | -          |
| 01.07.1941 года | Юго-Западный фронт | -         | -                      | -          |
| 10.07.1941 года | Юго-Западный фронт | 5-я армия | 31-й стрелковый корпус | -          |
| 01.08.1941 года | Юго-Западный фронт | 5-я армия | 31-й стрелковый корпус | -          |
| 01.09.1941 года | Юго-Западный фронт | 5-я армия | 31-й стрелковый корпус | -          |

## Командование
- Григорьев, Николай Николаевич, полковник